# Carmela Remigio
Carmela Remigio (Pescara, 1973) è un soprano italiano, distintasi in particolare nel repertorio belcantistico ed insignita, nel 2016, del prestigioso "Premio Franco Abbiati della critica musicale italiana".

## Biografia
Inizia a studiare violino all'età di cinque anni e dopo alcuni anni intraprende lo studio del canto presso l'Accademia Musicale Pescarese con il baritono Aldo Protti. Dopo essersi diplomata si perfeziona con Leone Magiera. Nel 1992 si aggiudica il primo premio del concorso vocale Luciano Pavarotti International Voice Competition di Filadelfia. Debutta diciannovenne al Teatro Massimo Vittorio Emanuele di Palermo in Alice di Giampaolo Testoni. Erede della migliore tradizione vocale italiana, a partire dal 1997 canta con Luciano Pavarotti in oltre settanta concerti in tutto il mondo: Royal Albert Hall di Londra, Parigi, Carnegie Hall di New York, Miami, Dublino, Beirut, Seoul, Bucarest, Hochland.
Dopo le prime scritture in ruoli del repertorio barocco - che le permette di maturare la cura per la parola – si dedica con passione alle opere di Mozart, cantandone tutti i maggiori ruoli da protagonista: Le nozze di Figaro (Contessa e Susanna), Così fan tutte (Fiordiligi), La clemenza di Tito (Vitellia), Idomeneo (Elettra e Ilia), Il flauto magico (Pamina). Ha interpretato oltre quattrocentocinquanta recite del Don Giovanni, sia nei panni di Donna Elvira sia in quelli di Donna Anna, parte, quest'ultima, che le ha dato l’opportunità di collaborare con Peter Brook e con Claudio Abbado, con cui ha inciso, giovanissima, una prestigiosa edizione discografica del capolavoro di Mozart per Deutsche Grammophon (1998).
Ha collaborato con importanti direttori come Antonio Pappano, Lorin Maazel, Riccardo Chailly, Myung-Whun Chung, Jeffrey Tate, Daniele Gatti, Daniel Harding, Gustavo Dudamel, Gianandrea Noseda, Juraj Valčuha, John Neal Axelrod, Roberto Abbado, Michel Plasson, Eliahu Inbal, Kent Nagano, Rinaldo Alessandrini, Fabio Luisi, Michele Mariotti e lavorato con importanti firme del panorama teatrale mondiale, quali David McVicar, Graham Vick, Pier Luigi Pizzi, Federico Tiezzi, Karole Armitage, Mario Martone, Luca Ronconi, Damiano Michieletto, Robert Wilson e il già citato Peter Brook. 
Il debutto in parti verdiane come Alice nel Falstaff (sotto la direzione di Claudio Abbado e Lorin Maazel al Festival di Salisburgo), Desdemona in Otello, la Messa da Requiem, Amelia in Simon Boccanegra, e Violetta ne La traviata, le spalanca nuovi orizzonti nel repertorio romantico e nuove possibilità di perfezionare la vocalità e l’interpretazione scenica.
Il suo repertorio abbraccia anche opere di Puccini come La bohème (Mimì) e Turandot (Liù), di Donizetti, di cui ha interpretato Amelia in Elisabetta al castello di Kenilworth e per intero il “Ciclo delle tre regine Tudor” (Maria Stuarda, Roberto Devereux e Anna Bolena) e di Rossini come L'inganno felice, Maometto secondo, Il viaggio a Reims, Mosè in Egitto.
Tra gli altri ruoli ha interpretato Norma al Teatro Petruzzelli di Bari, Adalgisa al fianco di Mariella Devia, Micaela (Carmen) e Cleopatra (Giulio Cesare) al Teatro Carlo Felice di Genova, Marguerite (Faust) al Teatro Verdi di Trieste, Malwina (Der Vampyr di Marschner) al Teatro Comunale di Bologna, Alceste al Teatro La Fenice di Venezia, Euridice (Orfeo ed Euridice) al Teatro San Carlo di Napoli.
Carmela Remigio ha anche esteso con curiosità il proprio repertorio, cimentandosi in ruoli come Tatiana in Evgenij Onegin di Čajkovskij – unica cantante italiana nella storia dopo  Renata Tebaldi ( Scala 1954 con Bastianini ) e Mirella Freni - al Teatro San Carlo di Napoli, Anne Trulove in The Rake’s Progress di Stravinskij al Teatro Massimo di Palermo e al Teatro La Fenice di Venezia con la regia di Damiano Michieletto, Miranda ne La donna serpente di Alfredo Casella al Teatro Regio di Torino, Suzel in L'amico Fritz di Pietro Mascagni e Nedda in Pagliacci di Ruggero Leoncavallo.
Si esibisce sia nel repertorio operistico sia in quello da camera – sacro e profano - nei principali teatri, festival musicali e sale da concerto in Italia e all’estero: il Teatro alla Scala di Milano, il Festival di Salisburgo, la Royal Opera House di Londra, il Teatro San Carlo di Napoli, lo Sferisterio Opera Festival di Macerata, il Teatro Comunale di Bologna, il Rossini Opera Festival di Pesaro, il Teatro dell'Opera di Roma, il Festival di Aix-en-Provence, il Teatro la Fenice di Venezia, il Teatro Regio di Torino, il Teatro Massimo di Palermo, il Teatro Petruzzelli di Bari, La Monnaie di Bruxelles, Festival della Valle d’Itria di Martina Franca, Walt Disney Concert Hall di Los Angeles, nonché a Losanna, Tokyo, Trieste, Lugano, Firenze, Los Angeles, Parigi. 
Tra le sue incisioni discografiche sono di particolare rilievo le due edizioni di Don Giovanni (Donna Anna), una diretta da Claudio Abbado (Deutsche Grammophon) e l’altra da Daniel Harding (Virgin), lo Stabat Mater di Rossini con la direzione di Gianluigi Gelmetti (Agorà), Arie Sacre Verdiane con la direzione di Myung-Whun Chung (Deutsche Grammophon), un doppio CD dal titolo Arias (Universal-Decca) dedicato a Tosti e a Rossini.
Artista di livello internazionale, ha portato lustro alla città di Pescara e all'Abruzzo. Per questo è stata insignita del "Ciattè d'oro", la massima onorificenza della città, nominata “Ambasciatore d'Abruzzo nel mondo” e insignita dell'"Ordine della Minerva" dall'"Università degli Studi Gabriele d'Annunzio" per unanime consenso dell’Autorità Accademica dell'Ateneo teatino con le seguenti motivazioni "per la sua straordinaria musicalità, per le sue indubbie doti attoriali, per la sua capacità di spendersi sempre con rinnovata energia nei ruoli a lei più abituali - come non ricordare le 400 repliche del capolavoro mozartiano Don Giovanni festeggiate l'estate scorsa al Festival di Salisburgo - ma anche per la sua abilità di sapersi misurare con personaggi più moderni, come quelli delle opere di Casella e Stravinski. La sua voce ampia e di fascinoso timbro scuro, capace di una fantastica tavolozza di colori, di chiaroscuri e rigore stilistico, assieme ad un’interpretazione del personaggio frutto di una raffinata e appassionata teatralità, ha testimoniato la grande tradizione belcantistica italiana ovunque nel mondo. Il soprano Carmela Remigio ha portato lustro alla sua terra di origine nei principali Teatri e nei più importanti Festival musicali dei cinque continenti". Nel 2016 è stata insignita del prestigioso "Premio Abbiati" dall’Associazione Critici Musicali italiani, per “tecnica, musicalità, convincente gioco scenico che le permettono di fornire prove di indubbio valore, sostenute dall'adeguata conoscenza dello stile di ogni partitura”. Nell’agosto 2016 ha anche raggiunto il record delle 450 recite del Don Giovanni, di cui ha interpretato ancora una volta il ruolo di Donna Anna al Festival di Salisburgo.

Con il debutto nel ruolo del titolo di Anna Bolena al Teatro Gaetano Donizetti di Bergamo, inizia una stretta collaborazione il neonato Donizetti Opera Festival. Nel 2017 si esibisce nel Requiem alla Basilica di Santa Maria Maggiore.Nel 2018 è Amelia in Il castello di Kenilworth e nel 2019 la protagonista di Lucrezia Borgia, andate in scena al Teatro Sociale. Nel 2020 debutta il ruolo di Antonina in Belisario nel Teatro Donizetti restaurato. Nel 2021 è la prima interprete a riprendere il ruolo del titolo di Medea in Corinto di Mayr nella seconda versione dell'opera concepita dallo stesso compositore per il Teatro Sociale esattamente duecento anni prima.

Dal 2018 partecipa a tutte le edizioni del Festival della Valle d'Itria di Martina Franca: nel 2018 è Armida nel Rinaldo di Händel nella versione napoletana del 1718 arrangiata da Leonardo Leo; nel 2019 è la protagonista di Ecuba di Manfroce; l'anno successivo torna debuttando nel ruolo del titolo di Ariadne auf Naxos, allestita nella versione originaria del 1912 in un atto solo, che segue la traduzione italiana di Quirino Principe. Nel 2021 è interprete del ruolo del titolo di Griselda di Alessandro Scarlatti.

## Repertorio
| Ruolo                        | Titolo                    | Autore      |
| ---------------------------- | ------------------------- | ----------- |
| Giulietta Capuleti           | I Capuleti e i Montecchi  | Bellini     |
| Adalgisa Clotilde Norma      | Norma                     | Bellini     |
| Agnese del Maino             | Beatrice di Tenda         | Bellini     |
| Micaela                      | Carmen                    | Bizet       |
| Tatiana                      | Evgenij Onegin            | Čajkovskij  |
| Miranda                      | La donna serpente         | Casella     |
| Carmela                      | Raffa in the Sky          | Curtoni     |
| Amelia                       | Il castello di Kenilworth | Donizetti   |
| Anna Bolena Giovanna Seymour | Anna Bolena               | Donizetti   |
| Lucrezia Borgia              | Lucrezia Borgia           | Donizetti   |
| Elisabetta I Maria Stuarda   | Maria Stuarda             | Donizetti   |
| Antonina                     | Belisario                 | Donizetti   |
| Elisabetta I                 | Roberto Devereux          | Donizetti   |
| Euridice                     | Orfeo ed Euridice         | Gluck       |
| Alceste                      | Alceste                   | Gluck       |
| Marguerite                   | Faust                     | Gounod      |
| Armida                       | Rinaldo                   | Händel      |
| Cleopatra                    | Giulio Cesare in Egitto   | Händel      |
| Atalanta                     | Serse                     | Händel      |
| Ilia                         | Enea in Caonia            | Hasse       |
| Hanna Glawari                | La vedova allegra         | Lehár       |
| Nedda                        | Pagliacci                 | Leoncavallo |
| Ecuba                        | Ecuba                     | Manfroce    |
| Malwina                      | Der Vampyr                | Marschner   |
| Suzel                        | L'amico Fritz             | Mascagni    |
| Nina                         | Chérubin                  | Massenet    |
| Medea                        | Medea in Corinto          | Mayr        |
| Ottavia Poppea               | L'incoronazione di Poppea | Monteverdi  |
| Elettra Ilia                 | Idomeneo Re di Creta      | Mozart      |
| Contessa d'Almaviva Susanna  | Le nozze di Figaro        | Mozart      |
| Donna Anna Donna Elvira      | Don Giovanni              | Mozart      |
| Fiordiligi                   | Così fan tutte            | Mozart      |
| Pamina                       | Die Zauberflote           | Mozart      |
| Vitellia                     | La clemenza di Tito       | Mozart      |
| Antonia                      | Les contes d'Hoffmann     | Offenbach   |
| Eugenia                      | La molinara               | Paisiello   |
| Mimì                         | La bohème                 | Puccini     |
| Liù                          | Turandot                  | Puccini     |
| Isabella                     | L'inganno felice          | Rossini     |
| Elcia                        | Mosè in Egitto            | Rossini     |
| Anna Erisso                  | Maometto secondo          | Rossini     |
| Madama Cortese               | Il viaggio a Reims        | Rossini     |
| Griselda                     | Griselda                  | Scarlatti   |
| Julia                        | La Vestale                | Spontini    |
| Arianna                      | Arianna a Nasso           | Strauss     |
| Anna Trulove                 | The Rake's Progress       | Stravinskij |
| Alice                        | Alice                     | Testoni     |
| Violetta Valery              | La traviata               | Verdi       |
| Amelia Grimaldi              | Simon Boccanegra          | Verdi       |
| Desdemona                    | Otello                    | Verdi       |
| Mrs Alice Ford               | Falstaff                  | Verdi       |

## Discografia
- Don Giovanni (Donna Anna) di W. A. Mozart, diretta da Claudio Abbado, Deutsche Grammophon;
- Don Giovanni (Donna Anna) di W. A. Mozart, diretta da Daniel Harding, Virgin;
- Maria Stuarda (Maria Stuarda) di G. Donizetti, diretta da Fabrizio Maria Carminati, Dynamic;
- Norma (Adalgisa) di V. Bellini, diretta da Fabrizio Maria Carminati, Bongiovanni;
- Chérubin (Nina) di G. Massenet, diretta da Emmanuel Villaume, Dynamic;
- L'inganno felice (Isabella) di G. Rossini, diretta da Giancarlo Andretta, Mondo Musica;
- La molinara (Eugenia) di G. Paisiello, diretta da Ivor Bolton, BMG Ricordi;
- Stabat Mater di G. Rossini, diretta da Gianluigi Gelmetti, Agorà;
- Sogno, arie di F. P. Tosti, al pianoforte Leone Magiera, Decca;
- Gioachino Rossini - Arias, arie di G. Rossini, al pianoforte Leone Magiera, Decca;
- Arie Sacre Verdiane, arie di G. Verdi, diretta da Chung Myung-whun, Deutsche Grammophon.

## Videografia
| Anno | Titolo Ruolo                      | Cast                                                       | Direttore                | Etichetta       |
| ---- | --------------------------------- | ---------------------------------------------------------- | ------------------------ | --------------- |
| 2001 | Maria Stuarda                     | Sonia Ganassi, Joseph Calleja, Riccardo Zanellato          | Fabrizio Maria Carmianti | Dynamic         |
| 2006 | Chérubin Nina                     | Michelle Breedt, Patrizia Ciofi, Giorgio Surjan            | Emmanuel Villaume        | Dynamic         |
| 2009 | Il viaggio a Reims Madama Cortese | Nicola Ulivieri, Daniela Barcellona, Juan Francisco Gatell | Ottavio Dantone          | Vox Imago       |
| 2009 | Don Giovanni Donna Elvira         | Ildebrando D'Arcangelo, Andrea Concetti, Myrtò Papatanasiu | Riccardo Frizza          | Unitel Classica |
| 2014 | Otello Desdemona                  | Gregory Kunde, Lucio Gallo                                 | Chung Myung-whun         | Unitel Classica |
| 2019 | Il castello di Kenilworth Amelia  | Jessica Pratt, Xabier Anduaga, Stefan Pop                  | Riccardo Frizza          | Dynamic         |
|      | La donna serpente Miranda         | Piero Pretti, Francesca Sassu, Anna Maria Chiuri           | Gianandrea Noseda        | Naxos           |
|      | Rinaldo Armida                    | Teresa Iervolino, Loriana Castellano, Francesca Ascioti    | Fabio Luisi              | Dynamic         |
| 2020 | Lucrezia Borgia                   | Xabier Anduaga, Marko Mimica, Varduhi Abrahamyan           | Riccardo Frizza          | Dynamic         |
|      | Rinaldo Armida                    | Raffaele Pe, Leonardo Cortellazzi, Francesca Aspromonte    | Federico Maria Sardelli  | Dynamic         |
| 2021 | Belisario Antonina                | Roberto Frontali, Celso Albelo, Annalisa Stroppa           | Riccardo Frizza          | Dynamic         |